# دوازده‌وجهی ستاره‌ای کوچک

دوازده‌وجهی ستاره‌ای کوچک

در هندسه، دوازده‌وجهی ستاره‌ای کوچک یک چندوجهی کپلر-پوآنسو است که توسط آرتور کیلی نامگذاری شده‌است و دارای نماد شلفی {٥/٢،٢} هست. این چندوجهی یکی از چهار چند وجهی منظم غیر محدب است. این چندوجهی از ۱۲ وجه ستاره ای پنج پر تشکیل شده‌است، که در هر رأس پنج تا از آنها به هم می‌رسند.
دوازده‌وجهی ستاره‌ای کوچک دومین ستاره از چهار ستاره دوازده وجهی است که شامل خود دوازده وجهی نیز می‌شود.

## پويانمايي ارتباط با چندوجهي هاى ديگر

ارتباط با دوازده وجهی و دوازده وجهی ستاره ای بزرگ